# Municipio de Bethel (condado de Perquimans)
El municipio de Bethel (en inglés: Bethel Township) es un municipio ubicado en el  condado de Perquimans en el estado estadounidense de Carolina del Norte. En el año 2010 tenía una población de 3.848 habitantes.

## Geografía
El municipio de Bethel se encuentra ubicado en las coordenadas 36°7′32.57″N 76°26′54.78″O / 36.1257139, -76.4485500.